# Bầu cử tổng thống Afghanistan 2019
Bầu cử tổng thống được tổ chức tại Afghanistan vào ngày 28 tháng 9 năm 2019. Kết quả sơ bộ cho thấy tổng thống đương nhiệm Ashraf Ghani tái cử với 923.592 phiếu bầu, chiếm 50,64% số phiếu bầu. Tỷ lệ cử tri đi bỏ phiếu thấp hơn 20%. Sau trì hoãn do tranh chấp kết quả, Ghani được tuyên bố trúng cử tổng thống theo kết quả chính thức vào ngày 18 tháng 2 năm 2020 và tuyên thệ nhậm chức vào ngày 9 tháng 3 năm 2020. Ứng cử viên thất cử Abdullah Abdullah bác bỏ kết quả bầu cử và tổ chức lễ tuyên thệ nhậm chức riêng. Ngày 16 tháng 5 năm 2020, Ghani và Abdullah ký một thỏa thuận chia sẻ quyền lực: Ghani tiếp tục làm tổng thống, Abdullah phụ trách hòa đàm với Taliban.

## Bối cảnh
Cuộc bầu cử ban đầu dự kiến được tổ chức vào ngày 20 tháng 4, nhưng Ủy ban bầu cử độc lập thông báo hoãn lại cuộc bầu cử cho đến ngày 20 tháng 7 để giải quyết các vấn đề phát sinh trong cuộc bầu cử Quốc hội năm 2018, cụ thể là xác minh danh sách cử tri và đào tạo cán bộ bầu cử về hệ thống nhận dạng sinh trắc học mới. Ngày 20 tháng 3 năm 2019, Ủy ban bầu cử độc lập lại hoãn cuộc bầu cử đến ngày 28 tháng 9 với lý do là những thay đổi trong luật bầu cử cùng với các vấn đề về quản lý và kỹ thuật. Cuộc bầu cử tổng thống sau đó trùng với cuộc bầu cử hội đồng địa phương và cuộc bầu cử nghị sĩ Quốc hội bị trì hoãn ở tỉnh Ghazni.

## Hệ thống đầu phiếu
Bầu cử tổng thống ở Afghanistan được tiến hành theo hệ thống bầu cử hai vòng. Trong trường hợp không có ứng cử viên nào nhận được quá nửa số phiếu bầu trong vòng đầu thì vòng hai được tổ chức giữa hai ứng cử viên hàng đầu từ vòng đầu.

## Tranh cử
Ứng cử viên Mohammad Hanif Atmar ngừng chiến dịch tranh cử vào tháng 8 năm 2019 do tình hình an ninh kém và tiến trình hòa bình. Taliban thực hiện các cuộc tấn công để phá hoại cuộc bầu cử tổng thống. Ngày 17 tháng 9 năm 2019, một kẻ đánh bom tự sát tấn công cuộc mít tinh tranh cử của Tổng thống Ashraf Ghani, khiến 26 người thiệt mạng và 42 người bị thương. Chưa đầy một giờ sau, một kẻ đánh bom tự sát khác tấn công Đại sứ quán Hoa Kỳ và Bộ Quốc phòng Afghanistan, khiến 22 người thiệt mạng và 38 người bị thương.

## Bỏ phiếu
Ngày 28 tháng 9 năm 2019, người dân đi bỏ phiếu bất chấp những mối đe dọa của Taliban. Chỉ có khoảng 1,6 triệu cử tri đi bỏ phiếu trong số 9,7 triệu cử tri đã đăng ký. 3 người thiệt mạng và 37 người bị thương do các cuộc tấn công của Taliban, nhưng tình hình bạo lực không gia tăng đáng kể. Tờ báo The New York Times ước tính ít nhất 30 nhân viên an ninh, 10 thường dân thiệt mạng và ít nhất 40 lực lượng an ninh, 150 thường dân bị thương, cao hơn so với các báo cáo chính thức, trong khi các tờ báo The Washington Post và Arab News đưa tin số lượng thương vong thấp. Nhà báo Sayed Salahuddin của tờ báo Arab News tuyên bố rằng số người thiệt mạng thấp hơn so với những cuộc bầu cử trước và tình hình bạo lực ít hơn so với cuộc bầu cử Quốc hội năm 2018 dựa trên các cuộc phỏng vấn với người dân Afghanistan.
Ủy ban bầu cử độc lập lần đầu tiên triển khai máy xác minh cử tri bằng sinh trắc học để lấy dấu vân tay và ảnh của cử tri và ghi lại thời gian bỏ phiếu nhằm khắc phục tình trạng gian lận bầu cử ngày càng tăng trong các cuộc bầu cử ở Afghanistan.

## Ứng cử viên
Có 18 ứng cử viên tổng thống:
| Họ tên                    | Đảng                                                                              | Ghi chú                                                                     |
| ------------------------- | --------------------------------------------------------------------------------- | --------------------------------------------------------------------------- |
| Ashraf Ghani              |                                                                                   | Tổng thống đương nhiệm                                                      |
| Abdullah Abdullah         | Liên minh Quốc gia Afghanistan                                                    | Người đứng đầu chính phủ đương nhiệm                                        |
| Gulbuddin Hekmatyar       | Hezb-e Islami Gulbuddin                                                           | Nguyên thủ tướng, lãnh đạo Hezb-e Islami                                    |
| Rahmatullah Nabil         |                                                                                   | Nguyên cục trưởng Cục an ninh quốc gia                                      |
| Sayed Noorullah Jalili    |                                                                                   | Doanh nhân                                                                  |
| Faramarz Tamanna          |                                                                                   | Nguyên tổng giám đốc Trung tâm nghiên cứu chiến lược (Bộ Ngoại giao)        |
| Shaida Mohammad Abdali    |                                                                                   | Đại sứ Afghanistan tại Ấn Độ                                                |
| Ahmad Wali Massoud        |                                                                                   |                                                                             |
| Noor Rahman Liwal         |                                                                                   | Doanh nhân, chuyên gia công nghệ thông tin                                  |
| Mohammad Shohab Hakimi    |                                                                                   |                                                                             |
| Mohammad Hakim Tursun     |                                                                                   |                                                                             |
| Abdul Latif Pedram        | - Tổ chức Fedayan người lao động Afghanistan - Đảng Đại hội toàn quốc Afghanistan | Nghị sĩ                                                                     |
| Nur ul-Haq Ulumi          | Đảng Thống nhất Quốc gia Afghanistan                                              | Nguyên bộ trưởng Bộ Nội vụ                                                  |
| Mohammad Ibrahim Alokozai |                                                                                   |                                                                             |
| Enayatullah Hafiz         |                                                                                   |                                                                             |
| Mohammad Hanif Atmar      | Đảng Chân lý và Công lý                                                           | Nguyên cố vấn an ninh quốc gia, nguyên bộ trưởng Bộ Nội vụ (ngừng tranh cử) |
| Ghulam Faruq Nejrabi      |                                                                                   |                                                                             |
| Zalmai Rassoul            |                                                                                   | Nguyên bộ trưởng Bộ Ngoại giao (ngừng tranh cử, ủng hộ Ashraf Ghani)        |

## Thăm dò ý kiến
| Tổ chức thăm dò ý kiến                                    | Thời gian thực hiện            | Cỡ mẫu    | Ashraf Ghani        | Abdullah Abdullah              | Hekmatyar           | Tamana              | Nabil               | Pedram              | Hanif Atmar         | Ứng cử viên khác | Chưa quyết định | Khoảng cách |
| Tổ chức thăm dò ý kiến                                    | Thời gian thực hiện            | Cỡ mẫu    | Chính khách độc lập | Liên minh Quốc gia Afghanistan | Chính khách độc lập | Chính khách độc lập | Chính khách độc lập | Chính khách độc lập | Chính khách độc lập | Ứng cử viên khác | Chưa quyết định | Khoảng cách |
| --------------------------------------------------------- | ------------------------------ | --------- | ------------------- | ------------------------------ | ------------------- | ------------------- | ------------------- | ------------------- | ------------------- | ---------------- | --------------- | ----------- |
| Tổ chức thăm dò ý kiến                                    | Thời gian thực hiện            | Cỡ mẫu    |                     |                                |                     |                     |                     |                     |                     | Ứng cử viên khác | Chưa quyết định | Khoảng cách |
| OSRA Lưu trữ ngày 4 tháng 10 năm 2022 tại Wayback Machine | 5 tháng 8–28 tháng 9 năm 2019  | 11,337    | 40.9%               | 7.0%                           | 0.6%                | 0.7%                | 0.6%                | –                   | –                   | 1.5%             | 20.4%           | 33.9%       |
| OSRA Lưu trữ ngày 3 tháng 10 năm 2022 tại Wayback Machine | 30 tháng 3–25 tháng 5 năm 2019 | 2,405     | 35.1%               | 5.8%                           | 2.5%                | –                   | –                   | 1.2%                | 3.3%                | 3.0%             | 43.3%           | 29.3%       |
|                                                           |                                |           |                     |                                |                     |                     |                     |                     |                     |                  |                 |             |
| Kết quả sơ bộ                                             | 22 tháng 12 năm 2019           | 1,824,401 | 50.6%               | 39.5%                          | 3.9%                | 1.0%                | 1.9%                | 0.7%                | 0.1%                |                  |                 |             |

## Kết quả
Ngày 27 tháng 10 năm 2019, Chủ tịch Ủy ban bầu cử độc lập Hawa Alam Nuristani thông báo sẽ công bố kết quả bầu cử sơ bộ vào ngày 14 tháng 11 và đã hoàn tất việc tham vấn với những ủy viên Ủy ban bầu cử độc lập khác. Bà đưa ra hai lý do cho việc hoãn công bố kết quả bầu cử: một nỗ lực hack máy chủ của Ủy ban bầu cử độc lập và việc phá khóa kỹ thuật số của trung tâm kỹ thuật số của ủy ban.
Ngày 13 tháng 11 năm 2019, Ủy ban bầu cử độc lập lại hoãn công bố kết quả bầu cử tổng thống.
Kết quả sơ bộ được công bố vào ngày 22 tháng 12 năm 2019 và kết quả chính thức được công bố vào ngày 18 tháng 12 năm 2020.
| Ứng cử viên                  | Ứng cử viên                 | Đảng                               | Phiếu bầu | %      |
| ---------------------------- | --------------------------- | ---------------------------------- | --------- | ------ |
|                              | Ashraf Ghani                | Chính khách độc lập                | 923.592   | 50.64  |
|                              | Abdullah Abdullah           | Liên minh Quốc gia Afghanistan     | 720.841   | 39.52  |
|                              | Gulbuddin Hekmatyar         | Hezb-e Islami Gulbuddin            | 70.241    | 3.85   |
|                              | Rahmatullah Nabil           | Chính khách độc lập                | 33.919    | 1.86   |
|                              | Faramarz Tamanna            | Chính khách độc lập                | 18.063    | 0.99   |
|                              | Sayed Noorullah Jalili      | Chính khách độc lập                | 15.519    | 0.85   |
|                              | Abdul Latif Pedram          | Đảng Đại hội toàn quốc Afghanistan | 12.608    | 0.69   |
|                              | Enayatullah Hafiz           | Chính khách độc lập                | 11.375    | 0.62   |
|                              | Mohammad Hakim Torsan       | Chính khách độc lập                | 6.500     | 0.36   |
|                              | Ahmad Wali Massoud          | Chính khách độc lập                | 3.942     | 0.22   |
|                              | Mohammad Shahab Hakimi      | Chính khách độc lập                | 3.318     | 0.18   |
|                              | Ghulam Farooq Najrabi       | Chính khách độc lập                | 1.608     | 0.09   |
|                              | Mohammad Hanif Atmar        | Đảng Chân lý và Công lý            | 1.567     | 0.09   |
|                              | Noor Rahman Lewal           | Chính khách độc lập                | 855       | 0.05   |
| Tổng cộng                    | Tổng cộng                   | Tổng cộng                          | 1.823.948 | 100.00 |
|                              |                             |                                    |           |        |
| Cử tri phiếu bầu đã đăng ký  | Cử tri phiếu bầu đã đăng ký | Cử tri phiếu bầu đã đăng ký        | 9.665.745 | 18.87  |
| Nguồn: Ủy ban bầu cử độc lập |                             |                                    |           |        |

### Theo tỉnh
| Tỉnh                         | Ghani     | Ghani | Abdullah  | Abdullah | Tổng cộng |
| Tỉnh                         | Phiếu bầu | %     | Phiếu bầu | %        | Tổng cộng |
| ---------------------------- | --------- | ----- | --------- | -------- | --------- |
| Badakhshan                   | 15,234    | 21.72 | 39,246    | 55.96    | 70,126    |
| Baghis                       | 2,374     | 24.56 | 6,209     | 64.24    | 9,664     |
| Baghlan                      | 5,828     | 19.26 | 21,001    | 69.43    | 30,245    |
| Balkh                        | 24,073    | 33.27 | 40,078    | 55.39    | 72,345    |
| Bamyan                       | 15,021    | 18.21 | 55,795    | 67.66    | 82,452    |
| Daykundi                     | 29,742    | 30.29 | 62,521    | 63.68    | 98,170    |
| Farah                        | 3,552     | 78.22 | 539       | 11.86    | 4,541     |
| Faryab                       | 5,090     | 19.38 | 20,274    | 77.22    | 26,252    |
| Ghazni                       | 19,258    | 37.09 | 26,946    | 51.90    | 51,922    |
| Ghor                         | 21,553    | 44.40 | 19,849    | 40.89    | 48,540    |
| Helmand                      | 30,784    | 81.35 | 4,876     | 12.89    | 37,841    |
| Herat                        | 34,199    | 29.43 | 56,117    | 48.29    | 116,210   |
| Jowzjan                      | 7,305     | 19.37 | 29,006    | 76.92    | 37,710    |
| Kabul                        | 166,617   | 47.73 | 141,882   | 40.64    | 349,082   |
| Kandahar                     | 59,548    | 86.91 | 3,728     | 5.44     | 68,514    |
| Kapisa                       | 4,599     | 32.58 | 7,089     | 50.23    | 14,114    |
| Khost                        | 75,109    | 96.46 | 787       | 1.01     | 77,866    |
| Kunar                        | 54,907    | 85.52 | 5,072     | 7.90     | 64,205    |
| Kunduz                       | 3,636     | 28.68 | 8,074     | 63.70    | 12,676    |
| Laghman                      | 22,769    | 87.81 | 469       | 1.81     | 25,930    |
| Logar                        | 13,344    | 94.00 | 503       | 3.54     | 14,196    |
| Nangarhar                    | 188,520   | 92.22 | 4,952     | 2.42     | 204,429   |
| Nimruz                       | 7,186     | 73.32 | 1,482     | 15.12    | 9,801     |
| Nuristan                     | 6,290     | 57.87 | 3,516     | 32.35    | 10,869    |
| Paktia                       | 35,657    | 92.89 | 1,643     | 4.28     | 38,386    |
| Paktika                      | 29,499    | 93.61 | 828       | 2.63     | 31,512    |
| Panjshir                     | 2,079     | 11.30 | 15,343    | 83.41    | 18,393    |
| Parwan                       | 7,783     | 23.44 | 20,448    | 61.57    | 33,211    |
| Samangan                     | 7,123     | 19.05 | 28,392    | 75.93    | 37,393    |
| Sar-e Pol                    | 6,154     | 17.99 | 26,325    | 76.97    | 34,203    |
| Takhar                       | 8,582     | 13.88 | 49,514    | 80.08    | 61,832    |
| Uruzgan                      | 3,518     | 64.74 | 936       | 17.22    | 5,434     |
| Wardak                       | 1,279     | 6.43  | 17,139    | 86.12    | 19,901    |
| Zabul                        | 5,380     | 89.92 | 262       | 4.38     | 5,983     |
| Tổng cộng                    | 923,592   | 50.64 | 720,841   | 39.52    | 1,823,948 |
| Nguồn: Ủy ban bầu cử độc lập |           |       |           |          |           |

## Kết cục
Abdullah Abdullah bác bỏ kết quả bầu cử và tuyên bố thành lập một chính phủ song song ở miền bắc Afghanistan. Ngày 22 tháng 2, Abdullah bổ nhiệm một người thân tín làm thống đốc tỉnh Sar-e Pol. Nhà ngoại giao người Mỹ Zalmay Khalilzad cố gắng hòa giải giữa Ghani và Abdullah nhưng thất bại. Ngày 9 tháng 3 năm 2020, Ghani và Abdullah đều tuyên thệ nhậm chức tại các buổi lễ riêng biệt. Ghani bãi bỏ chức vụ thủ trưởng hành chính của Abdullah, trong khi Abdullah tuyên bố rằng "Ghani không còn là tổng thống nữa" và không thừa nhận sắc lệnh của ông.
Ngày 23 tháng 3 năm 2020, Hoa Kỳ tuyên bố sẽ cắt giảm 1 tỷ đô la Mỹ tiền viện trợ cho Afghanistan do cuộc khủng hoảng chính trị và đe dọa cắt giảm thêm viện trợ nếu Ghani và Abdullah không đạt được thỏa thuận. Ngày 17 tháng 5 năm 2020, Ghani và Abdullah ký một thỏa thuận chia sẻ quyền lực, chấm dứt cuộc khủng hoảng chính trị.
Ngày 15 tháng 8 năm 2021, Taliban chiếm Kabul trong cuộc tấn công năm 2021 và Ghani bỏ trốn ra nước ngoài. Phó Tổng thống Amrullah Saleh tự phong là tổng thống lâm thời tại Bazarak, thủ phủ của tỉnh Panjshir và là khu vực cuối cùng nằm dưới sự kiểm soát của chính phủ; tuy nhiên, ông cũng bỏ trốn ra nước ngoài đi sau khi Taliban chiếm Panjshir vào ngày 8 tháng 9.